# 刘善邦
刘善邦（1800年—1857年），广东陆丰客家人。曾加入三发的三条沟公司。石隆门“十二分公司”创始人之一。石隆门华工起义的主要策划者。

## 生平

### 早年
刘善邦出生在广东省陆丰高塘乡罗庚山，乃河婆劉高千公妣程、趙、麥太後裔。20岁渡海至西加里曼丹坤甸，并加入三发的三条沟公司从事採金矿的工作。当时三条沟公司陷入和顺公司内部联盟失和的困境。因此刘善邦率领一群华工出走，辗转来到砂拉越境内的一个小镇，新山。由于当地金矿产量不高，加上前来投靠的华工人数日增，刘善邦等人只好再另寻金脉，最后他们在石隆门附近帽山发现金矿，并移居当地。
根据石隆门华工研究者李海丰的调研，刘善邦原名刘世邦，是羅庚山村刘氏祖祠恩贡堂的七世祖。按罗庚山村田野调研资料，开基祖是芳伯公,娶贝氏，下生元英公，元英娶杨氏。生仕萬
仕万公,娶李氏。生祥耀
祥耀公,娶朱氏。生鳳華
凤华公,娶黄氏。生贊廣
赞广公,娶曾氏。生世興，世邦，世發
世邦就是后来的石隆门华工领袖:刘善邦。
故,刘善邦乃彭城刘的分支。
(罗庚村长刘英裕先生及罗庚村委于2017年核定，交付李海丰先生在刘善邦三部曲中发布)

### 十二分公司成立
移居石隆门后，刘善邦等人创立“义兴公司”，后再改组为“十二分公司”，统筹开采金矿事宜，并由刘善邦领导。义兴公司除了在帽山建设矿场以外，也在石隆门、大段、燕窝山、武梭、砂南坡和北历设有矿场，其中总部设在帽山。十二分公司基本继承了三条沟公司的制度，也拥有自定法制和货币，形成了一个人口约有4千人的村社组织。

### 与布鲁克政府的冲突
1841年9月24日，詹姆士·布魯克成为砂拉越新拉惹，统治古晋及三马拉汉省范围内的地区。在布鲁克王朝初期，詹姆士和刘善邦等人暗中立约分治，砂劳越河上游，从巴都吉当地区以上的左手港流域，直至石隆门到砂拉越印尼边境山区，皆归十二分公司管理。双方在十年内间一直关系良好，而刘善邦领导的十二分公司也俨如自治政府一般，不受布鲁克王朝政府的控制。
然而，詹姆士开始怀疑十二分公司少报人头税从而影响布鲁克政府的税收利益。在巩固地位后，詹姆士开始将矛头指向十二分公司。他命令其外甥查尔斯·布鲁克在新尧湾的比利达修建炮台，有意向十二分公司示威。除了严禁十二分公司内的社会党组织以外，更禁止十二分公司直接从外国进口鸦片、酒及其他生活必须品，十二分公司也不能直接向外国输出黄金及其他本地产品。在这导致双方关系正式决裂。

### 华工起义
在冲突期间，布鲁克政府早就对石隆门华工造反和攻打古晋的谣言有所防备。时间一久，布鲁克开始质疑这谣言而松懈下来，刘善邦看准时机对古晋发动奇袭。以王甲为首的六百人敢死队摸黑对古晋发动攻击。他们兵分两路，一路攻打詹姆士的王宫，另一路攻打王宫不远处的炮台。刘善邦等人原本希望引爆预先埋置的炸药，以炸死熟睡的詹姆士。岂知他们高估了炸药的威力，此举惊醒了詹姆士。在华工人甚多的情况下，詹姆士被迫爬过窗户，潜游过砂拉越河到对岸的马来村庄寻求协助。马来社群领袖拿督邦达派人划船护送詹姆士到三马拉汉，再转往成邦江的鲁巴河河，寻求查尔斯的协助。在半途巧遇正开往古晋的军舰“詹姆士号”，詹姆士登上军舰，与查尔斯的军团会合，策划反攻古晋。

### 占领古晋
敢死队杀死了被误认为是詹姆士的英国官员尼古勒特斯(H.Nicholetts)，便鸣金收兵。而另一支攻打炮台的敢死队也取得全胜。古晋落入十二分公司手里。詹姆士还未死的消息很快让王甲等人知晓。除了稳住在古晋英国人和当地马来领袖的心以外，王甲也下令通缉詹姆士。然而，在圣公会大主教麦陀尔的提醒下，王甲表示愿意以十二分公司的名义写信与手握重兵的查尔士修好，双方互不侵犯。

### 中计遇害
在第三天，王甲率众撤回石隆门以部署抵抗詹姆士的来犯。在途中遭遇詹姆士和查尔斯军队包抄，经过一场激战，王甲壮烈成仁。刘善邦迅速率领华工撤退至新尧湾，现在友兰路的山丘最高点筑起第二道防线。詹姆士久攻不下，派出使者讲和。刘善邦信以为真，乐得开怀畅饮。在众人喝得酩酊大醉时，詹姆士发动夜袭。刘善邦遇难，百名华工被杀。刘善邦死后，詹姆士率众攻击帽山，华工不计妇孺老少全被杀害。而十二分公司也就此灭亡。

### 后世
刘善邦死后，刘善邦等人被布鲁克政府和后来的英殖民政府定位为“受社会党徒煽动，起而反抗政府的叛徒”，直到1989年才被砂拉越州政府平反。1993年砂拉越州政府建立英雄纪念碑以纪念在英殖民时期牺牲的抗殖民民族英雄，刘善邦更是唯一一位被政府铸像在上头的华人领袖。
而民间华人为了纪念他，在帽山忠义将军庙、十二分公司墓园、新尧湾友兰路“善德庙”举行常年祭祀活动，形成独特的华工先烈信仰圈。2019年砂拉越华人学术研究会李海丰在完成刘善邦三部曲后，策划“刘善邦返乡”系列活动，联合石隆门华工史迹遗产学会等学术团体，在中马政府官员的见证下，在原乡陆丰罗庚山村刘氏祖祠恩贡堂举办“七世祖刘善邦公牌位归祖复龛仪式”，正式宣告阶段性完成刘善邦历史身份的确认工作。